# Müsing
Müsing is een Duits fietsmerk. Het merk bestaat sinds 1994 en is sedert 2003 een handelsnaam van de fabrikant Radsportvertrieb Ditmar Bayer GmbH uit Freirachdorf. Müsing maakt mountainbikes, racefietsen, veldfietsen, stadsfietsen en e-bikes.